# 李传簪
李传簪，浙江仁和人，是一名清朝政治人物。
李传簪曾于1813年接替郑人康任南汇县知县一职，1814年由徐乃鼐接任。